# ライオンズゲート・テレビジョン
ライオンズゲート・テレビジョン（Lionsgate Television）は、カナダ・アメリカを拠点とするエンターテインメント企業であるライオンズゲートのテレビ部門。

## 社歴
同社は1997年7月、ライオンズゲート・フィルムズの設立に伴い、ライオンズゲート・テレビジョン社（Lions Gate Television, Inc）として設立された。1998年6月にドキュメンタリー/リアリティ番組制作会社のTermite Art Productionsを買収した後、2004年9月にErik Nelsonによって買収され、Termite Art社の社名をCreative Differences社に変更した。
1999年3月12日には、ライオンズゲート・テレビジョン社が法人化された。2006年7月12日、ライオンズゲートは、テレビ番組配信会社のDebmar–Mercuryを買収し、テレビ番組販売業に進出した。買収前、Debmar-Mercuryは、ライオンズゲートの映画素材を販売していた。
20th テレビジョンは、『Meet the Browns』を除いて、Debmar-Mercuryが配信するシリーズの広告販売を担当した。ただし、その他のシリーズの広告販売は、シリーズの配信と同様に、Disney–ABC Domestic TelevisionとTurner Televisionが共同で行っている。
2012年3月13日、ライオンズゲート・テレビジョンは、ライオンズゲートの創業者であり会長でもあったフランク・ギストラが設立したサンダーバード・フィルムズと50/50の新しい合弁企業を設立した。この新しいベンチャー企業は「Sea to Sky Entertainment」と名付けられた。最近になって、ライオンズゲート社とWalin Chambers Entertainmentが包括的な契約を更新した。また、The Tannenbaum Companyとも包括的な契約を締結した。